# Ancín
Ancín település Spanyolországban, Navarra autonóm közösségben. Ancín Legaria, Murieta és Mendaza községekkel határos. Lakosainak száma 346 fő (2024).

## Népesség
A település népessége az elmúlt években az alábbi módon változott:
| Lakosok száma | 336  | 393  | 360  | 383  | 374  | 385  | 357  | 337  | 332  | 346  |
|               | 2001 | 2004 | 2007 | 2009 | 2012 | 2014 | 2017 | 2019 | 2022 | 2024 |